# Chiesa di Santa Maria del Popolo (Vigevano)
La chiesa di Santa Maria del Popolo è un edificio religioso sito a Vigevano, in provincia di Pavia e diocesi di Vigevano.

## Descrizione e storia
La chiesa venne fatta fabbricare nel 1516 da una parte della confraternita di San Dionigi, che si era distaccata dalla stessa a causa del battere moneta all'interno del convento. La nuova confraternita si aggregò all'arciconfraternita del Suffragio di Roma nel 1621. Nel 1662 venne edificata la Cappella del Suffragio.
La chiesa venne ricostruita nel 1608 e nuovamente nel 1729, fino a giungere alla forma attuale. La chiesa precedente venne abbattuta nel 1695.
Il duca Francesco II Sforza fece dono di paramenti e oggetti sacri, tra i quali la statua lignea della Madonna, proveniente dal Castello Sforzesco. Le pitture sono di Giovan Battista Garberini e Casimiro Ottone, ad eccezione della Presentazione e dello Sposalizio, di Federico Bianchi.